# 신주쿠 미쓰이 빌딩
신주쿠 미쓰이 빌딩(일본어: 新宿三井ビルディング, 영어: Shinjuku Mitsui Building)은 도쿄도 신주쿠구 니시신주쿠에 있는 일본의 마천루이다. 높이는 225m, 지상 55층과 지하 3층으로 돼있다. 미쓰이 부동산이 운영하고 있으며 통칭으론 신주쿠 미쓰이빌(新宿三井ビル), 혹은 간단히 미쓰이 빌딩, 미쓰이빌(三井ビル)로 불리기도 한다.

## 건물 외관

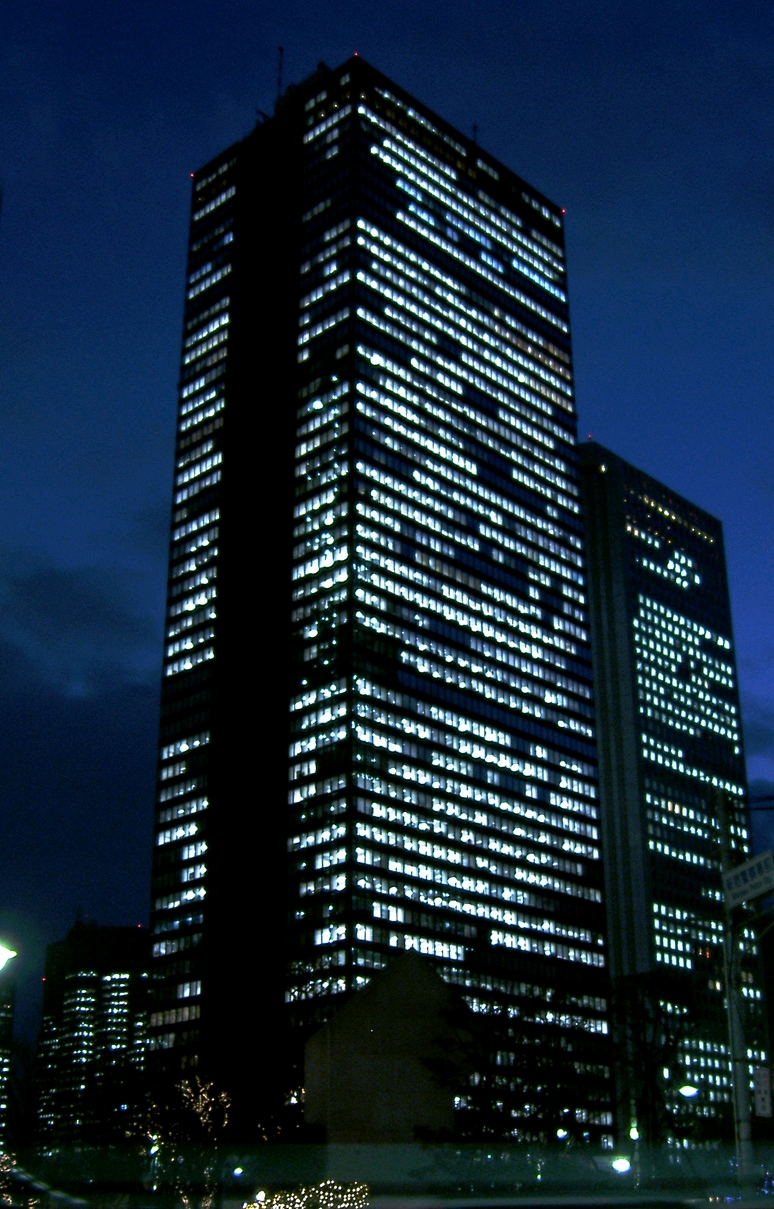
신주쿠 경찰서 부근에서 촬영한 야경
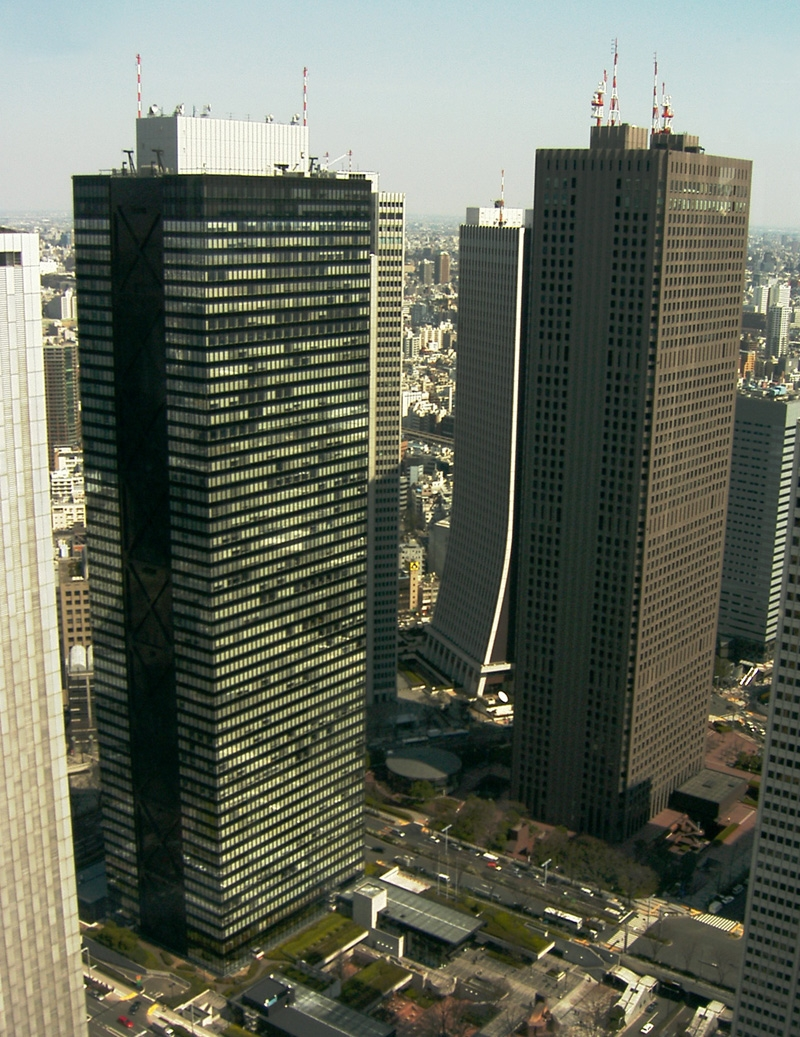
인접한 신주쿠 센터 빌딩
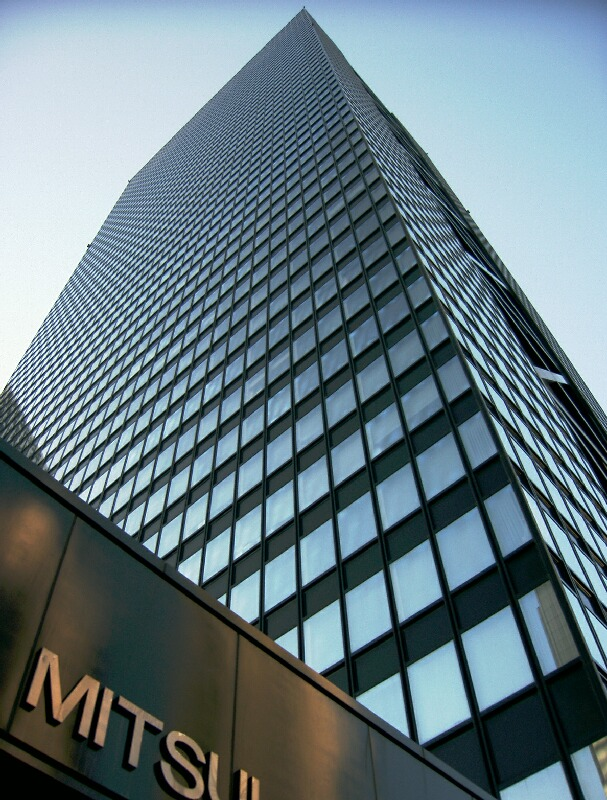
아래에서 바라본 빌딩의 전경
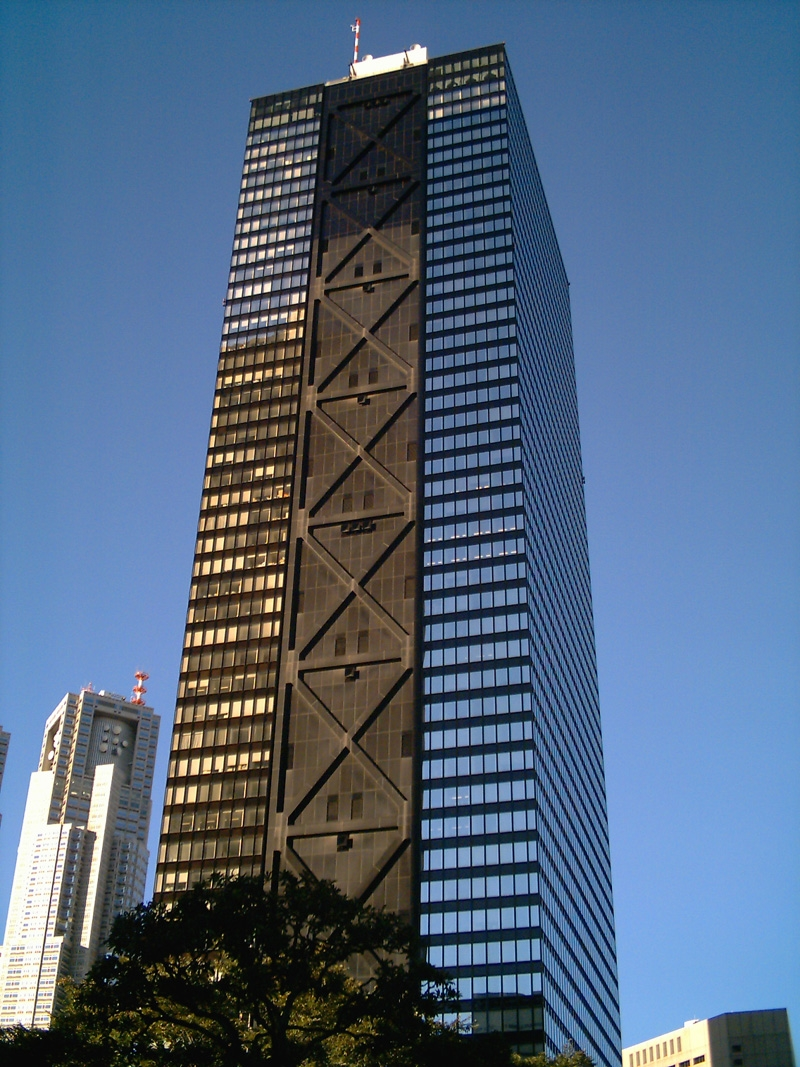
건물 측면의 모습

## 같이 보기
- 일본의 마천루 목록
- 도쿄도의 마천루 목록

## 교통 정보
- 신주쿠역
- 도에이 지하철 오오에도 선 도초마에 역
- 도쿄 지하철 마루노우치 선 니시신주쿠 역